# Stanislas Laczny
Stanislas Laczny (ur. 13 sierpnia 1911 w Wormacji, zm. 27 kwietnia 1998 w Lille) – francuski piłkarz i trener polskiego pochodzenia. Grał na pozycji pomocnika.

## Kariera
Stanislas Laczny pochodził z rodziny Ruhrpolen, która wyemigrowała po I wojnie światowej do Francji.
Karierę piłkarską rozpoczął w RC Lens. W 1947 roku zdobył mistrzostwo Francji z CO Roubaix-Tourcoing. W następnym sezonie został grającym trenerem w AC Cambrai. W latach 1956–1959 trenował CO Roubaix-Tourcoing. Zakończył karierę jako trener w Olympique Saint-Quentin.

## Sukcesy
- Mistrzostwo Francji: 1947